# Ol Alem

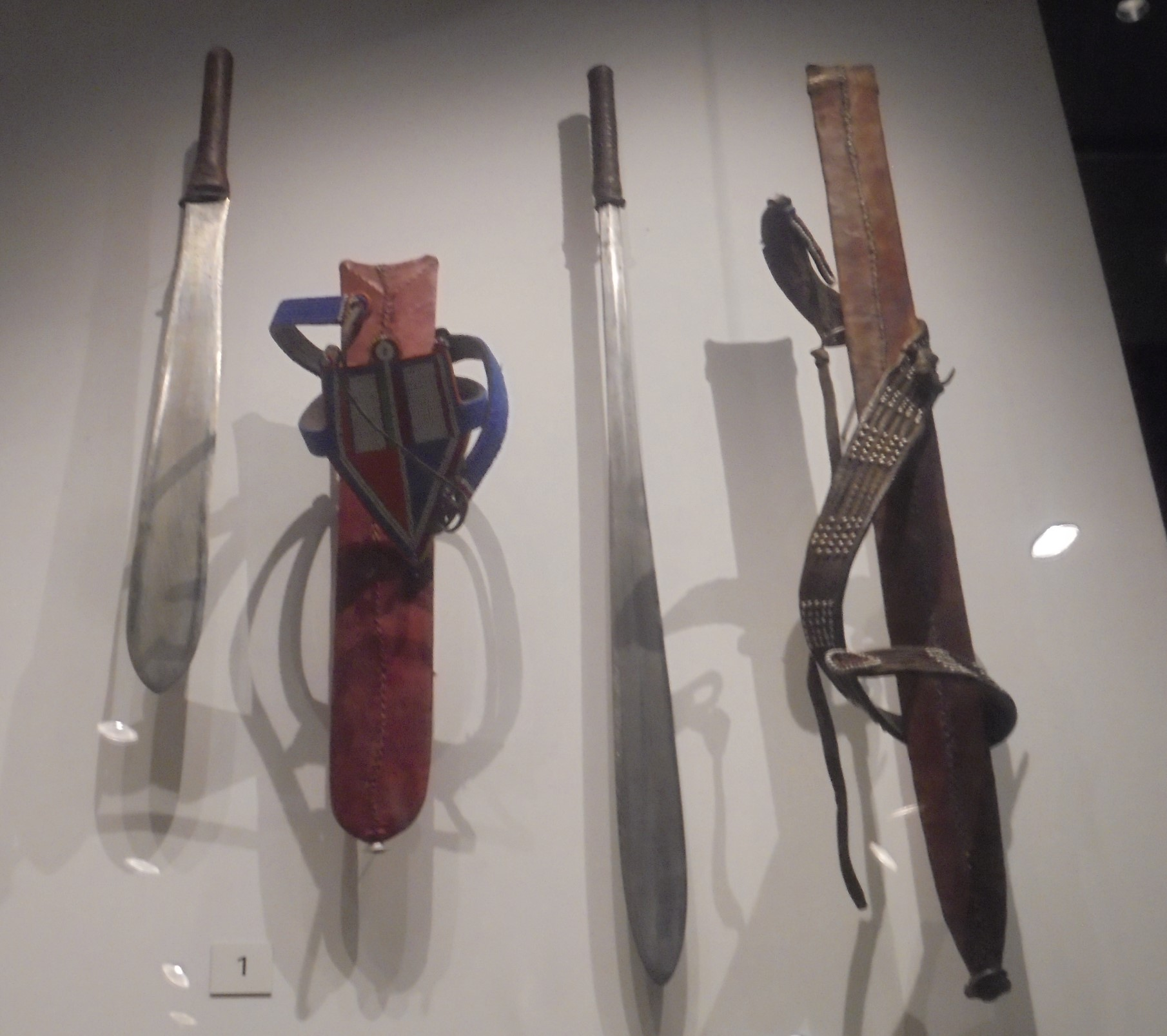
Links: Klinge aus Europa, spätes 20. Jahrhundert
Rechts: Traditionelle Klinge, frühes 20. Jahrhundert

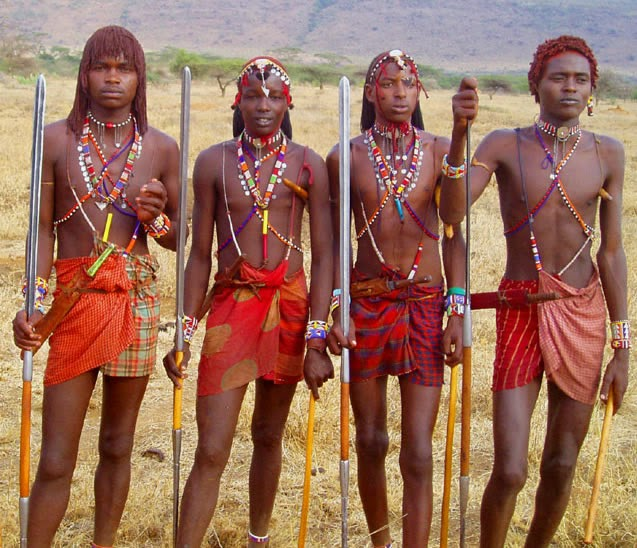
Mit Speeren und Ol Alem bewaffnete junge Massai, 2015

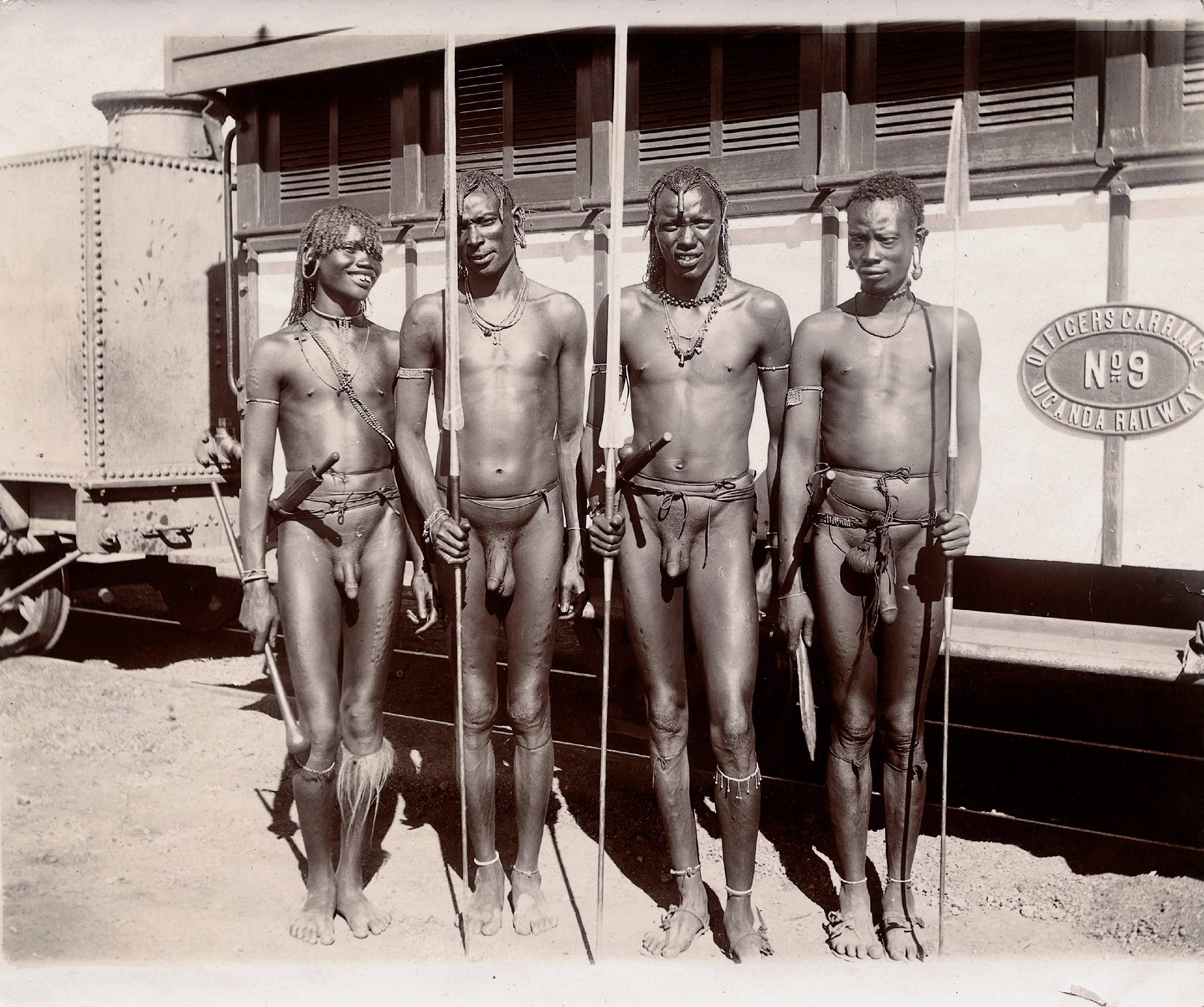
Mit Speeren und Ol Alem bewaffnete junge Massai, etwa 1900

Das Ol Alem (auch Seme oder Sime) ist das traditionelle Hiebschwert der Massai in Kenia und Tansania. Ähnliche Schwerter finden sich in Ostafrika in einem breiten Band vom Victoriasee im Westen bis zu den Swahili an der Ostküste.

## Beschreibung
Das Ol Alem hat eine schwere, zweischneidige Klinge. Die Klinge ist am Heft (Griff) schmal und wird zur Spitze hin breiter. Das Heft hat kein Parierelement und keinen Knauf.  Die Gesamtlänge beträgt in der Regel etwa 50 cm, es gibt aber auch längere Exemplare.
Die Schwerter werden traditionell von lokalen Schmieden der Massai oder Kikuyu hergestellt. Sie weisen einen ausgeprägten Mittelgrat an der Klinge auf. Für neuere Schwerter werden oft Klingen aus Europa importierter Buschmesser verwendet. Diese haben, im Gegensatz zu den traditionell hergestellten Klingen, ein flaches Blatt. Der mit Leder überzogene Griff ist bei alten Exemplaren in der Regel gerippt, bei neuen Exemplaren hingegen glatt. Die Scheide besteht aus einem Gerüst aus Holz, eine Sehne bildet eine Schlaufe, durch den der Gürtel des Gehänges geschoben wird. Der Lederüberzug wird rot gefärbt. Traditionelle Schwertgürtel bestehen aus geripptem Leder und sind manchmal mit Perlen verziert. Neuere Gürtel sind oft wesentlich farbenfroher gestaltet. An den beiden Enden des Gürtels befinden sich Schlaufen. Durch diese wurde ein weicher Lederriemen geführt und zum Tragen verknotet. Die Moran, die Massai-Krieger, trugen das Ol Alem um die Hüfte gebunden. Generell war bei den Massei der Speer die vorherrschendere Waffe.